# بار الکتریکی (امپدانس)
بار الکتریکی (انگلیسی: Electrical load) یک مؤلفه الکتریکی یا جزئی از یک مدار است که توان الکتریکی مصرف می‌کند.
و در مقابل منبع توان قرار می‌گیرد، که توان تولید می‌کند.
لامپ‌ها و وسایل برقی خانگی مثال‌هایی از بار الکتریکی در مدارهای الکتریکی هستند.
این اصطلاح به‌طور گسترده در الکترونیک برای ادوات متصل به منبع سیگنال استفاده می‌شود، بدون توجه به اینکه توان مصرف می‌کنند یا نه.
اگر یک شبکهٔ الکتریکی هیچ درگاه خروجی‌ای، یک جفت ترمینال که سیگنال الکتریکی تولید می‌کند، نداشته باشد مدار متصل شده به ترمینال (یا امپدانس ورودی‌اش) به عنوان بار در نظر گرفته می‌شود.
به‌طور مثال اگر یک پخش‌کننده موسیقی به یک تقویت‌کننده الکترونیکی متصل شده باشد، پخش‌کننده به عنوان منبع و تقویت‌کننده به عنوان بار در نظر گرفته می‌شود.

## کاربردهای عملی
وقتی دربارهٔ اثر بار بر روی مدار صحبت می‌شود، نادیده گرفتن طراحی اصلی مدار و استفاده از مدار معادل تونن بسیار مفید خواهد بود. (البته می‌توان از مدار معادل نرتن هم استفاده کرد که نتیجهٔ مشابهی خواهد داشت) مدار معادل تونن به صورت زیر خواهد بود:

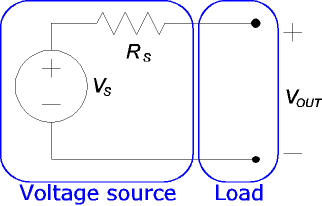
مدار اصلی با یک منبع ولتاژ ایده‌آل و یک مقاومت داخلی به صورت سری مدل شده است.